# Grosse Pointe Blank
Grosse Pointe Blank (Un asesino algo especial en España, Tiro al blanco en Hispanoamérica) es una película de 1997 dirigida por George Armitage y protagonizada por John Cusack y Minnie Driver.
En 2000, los lectores de la revista Total Film votaron a esta película como la número 21 en mejores comedias del cine de todos los tiempos. La banda sonora de la película es de música independiente de 1980.

## Sinopsis
Martin Blank es un asesino profesional. Es enviado a una misión a un suburbio pequeño de Detroit, Grosse Pointe, y, por coincidencia, su fiesta de diez años de secundaria se lleva a cabo allí al mismo tiempo.

## Elenco
- John Cusack como Martin Q. Blank.
- Minnie Driver como Debi Newberry.
- Dan Aykroyd como Grocer.
- Alan Arkin como Dr. Oatman.
- Jeremy Piven como Paul Spericki.
- Joan Cusack como Marcella.
- Hank Azaria como Steven Lardner.
- K. Todd Freeman como Kenneth McCullers.
- Benny Urquidez como Felix LaPoubelle.
- Carlos Jacott como Ken.
- Mitchell Ryan como Mr. Bart Newberry.
- Jenna Elfman como Tanya.
- Steve Pink como Terry Rostand.
- Michael Cudlitz como Bob Destepello.
- Ann Cusack como Amy.
- D.V. DeVincentis como Dan Koretzky.
- Barbara Harris como Mary Blank.
- Belita Moreno como Mrs. Kinetta.
- K.K. Dodds como Tracy.
- Bill Cusack como camarero.

## Banda Sonora
La banda sonora de la película fue compuesto por Joe Strummer, exintegrante de The Clash, e incluye dos canciones de The Clash, "Rudie Can't Fail" (del álbum London Calling) y la versión '"Armagideon Time" de Willi Williams.
Además aparecen canciones de punk rock, ska y nueva ola de 1980' de bandas como Violent Femmes, Echo & the Bunnymen, The Specials, The Jam, The Cure, Los Fabulosos Cadillacs, Siouxsie and the Banshees, y A-ha.
La banda sonora alcanzó el puesto #31 en el Billboard 200, que llevó a la liberación de un segundo volumen.
Aunque la mayoría de las canciones se escuchan durante la película (especialmente en la reunión), en el momento de la graduación se registran, otras más:
- La versión de Guns N' Roses de, "Live and Let Die (Paul McCartney)" grabado en 1991.
- "El Matador", se escucha durante la escena del baile de la reunión, grabada por Los Fabulosos Cadillacs en 1993.
- La versión de "Pressure Drop" de The Specials grabada en 1996. Es originalmente de Toots and the Maytals.
- "'Your Lucky Day in Hell"(1996) de Eels se puede escuchar durante la escena del bar cuando los antiguos amantes se reencuentran.

Varias canciones no son parte de la banda sonora.
Volumen 1
1. "Blister in the Sun" (Violent Femmes) - 2:08
2. "Rudie Can't Fail" (The Clash) - 3:31
3. "Mirror In The Bathroom" (English Beat) - 3:09
4. "Under Pressure" (David Bowie y Queen) - 4:03
5. "I Can See Clearly Now" (Johnny Nash) - 2:46
6. "Live and Let Die" (Guns N' Roses) - 3:02
7. "We Care a Lot" (Faith No More) - 4:03
8. "Pressure Drop" (The Specials) - 4:18
9. "Absolute Beginners" (The Jam) - 2:50
10. "Armagideon Time" (The Clash) - 3:53
11. "El Matador" (Los Fabulosos Cadillacs) - 4:34
12. "Let My Love Open the Door" (E. Cola Mix)" (Pete Townshend) - 4:58
13. "Blister 2000" (Violent Femmes) - 2:58

Volumen 2
1. "A Message to You, Rudy" (The Specials) - 2:53
2. "Cities in Dust" (Siouxsie and the Banshees) - 3:49
3. "The Killing Luna" (Echo & the Bunnymen) - 5:44
4. "Monkey Gone to Heaven" (Pixies) - 2:56
5. "Lorca's Novena" (The Pogues) - 4:35
6. "Go!" (Tones on Tail) - 2:32
7. "Let it Whip" (Dazz Band) - 4:24
8. "The Dominatrix Sleeps Tonight" (Dominatrix) - 3:40
9. "War Cry" (Joe Strummer) - 5:58
10. "White Lines (Don't Don't Do It)" (Grandmaster Flash & Melle Mel) - 7:24
11. "Take On Me" (A-ha) - 3:46
12. "You're Wondering Now" (The Specials) - 2:37

Omisiones de la Banda Sonora
Muchas canciones de la película no aparecen en las banda sonora.
Canciones que aparecen en la película (en orden de aparición en la película):
1. "Blister in the Sun (LP Version)" - Violent Femmes
2. "Johannes Brahms' "Fugue in A-Minor" (Jacques van Oortmerseen)
3. "Live and Let Die (Muzak Version)" (Adam Fields)
4. "Ace of Spades" (Motörhead)
5. "In Between Days" (The Cure)
6. "Your Lucky Day in Hell" (Eels)
7. "Sharks Can't Sleep" (Tracy Bonham)
8. "Little Luxuries" (The Burros)
9. "Big Boss Man" (Jimmy Reed)
10. "Detroit City" (Bobby Bare)
11. "Walk Like an Egyptian" (The Bangles)
12. "99 Luftballons" (Nena)
13. "Doors of Your Heart" - (The English Beat)

Canciones que aparecieron en el tráiler pero no en la película:
1. "I Got You Babe" (UB40 & Chrissie Hynde)
2. "Friend or Foe" (Adam Ant)
3. "Modern Love" (David Bowie)